# Coprosma virescens
Coprosma virescens is een plantensoort uit de sterbladigenfamilie (Rubiaceae). Het is een bossige struik of kleine boom die een groeihoogte tot 5 meter kan bereiken. De schors glad en knobbelig en heeft een groene tot grijsachtige kleur. De soort heeft warrige takken waaraan paren kleine, puntige en ovale blaadjes groeien. Deze blaadjes zijn 5 tot 9 millimeter lang en oranje of olijfgroen van kleur. De langwerpige steenvruchten hebben een geelachtig witte kleur.
De soort komt voor in Nieuw-Zeeland, zowel op het Noordereiland als op het Zuidereiland. Hij groeit daar in bossen en te midden van struikgewas, van laaglandgebieden tot in de lagere montane gebieden.